# 李炳三
李 炳三（リ・ビョンサム、朝鮮語: 리병삼、1943年 - ）は、朝鮮民主主義人民共和国の軍人、政治家。朝鮮労働党中央委員会政治局委員候補、朝鮮人民内務軍政治局局長、人民保安省政治局局長などを歴任した。朝鮮人民軍における軍事称号（階級）は上将。

## 経歴
1943年に日本統治下の平安南道に生まれた。金日成軍事総合大学を卒業した。1992年に朝鮮人民軍中将に昇進し、1998年に最高人民会議第10期代議員に選出された。1999年に上将に昇進し、2009年に人民保安省政治局局長に就任した。2010年4月には朝鮮人民内務軍政治局局長に転じ、同年9月28日に開催された朝鮮労働党第3回党代表者会で、朝鮮労働党中央委員会委員に選出された。2011年に金正日総書記が死去した際には、国家葬儀委員会委員に選ばれた。2012年4月11日に開催された第4回党代表者会で、朝鮮労働党中央委員会政治局委員候補に選出された。2014年4月に朝鮮人民内務軍政治局長を解任された。前年12月に張成沢元国防委員会副委員長が粛清されたことに関連があるとされる。

## 参考サイト
북한정보포털
| 先代 | 朝鮮人民内務軍政治局局長2010年 - 2014年 | 次代姜必勲 |

| 先代池永春 | 人民保安省政治局局長2009年 - 2010年 | 次代 |